# Automobiles Catala
Automobiles Catala war ein belgischer Hersteller von Automobilen. Der Markenname lautete Alatac, dem Ananym des Herstellers.

## Unternehmensgeschichte
Etienne Catala leitete das Unternehmen. Es hatte seinen Sitz in der Rue Ten-Bosch in Brüssel und Fabrikanlagen in Braine-le-Comte. Es begann 1911 mit der Produktion von Automobilen, die 1914 aufgrund des Ersten Weltkriegs endete.

## Fahrzeuge
Das Unternehmen bot zwei Modelle mit Vierzylindermotoren von Chapuis-Dornier an. Dies waren der 9/12 CV mit 1526 cm³ Hubraum und der 12/16 CV mit 2297 cm³ Hubraum. Die Fahrzeuge basierten auf Fahrgestellen von Malicet & Blin. Die Motoren waren vorne im Fahrgestell montiert und trieben die Hinterachse an. Die Fahrzeuge waren mit abnehmbaren Speichenrädern ausgestattet.

## Sporteinsätze
Die Fahrzeuge wurden auch bei Autorennen eingesetzt. So nahm Etienne Catala 1914 an der Rallye d'Ostende teil.